# Scopula sublobata
Scopula sublobata är en fjärilsart som beskrevs av W. Warren 1898. Scopula sublobata ingår i släktet Scopula och familjen mätare. Inga underarter finns listade.